# Andrena laeviventris
Andrena laeviventris är en biart som beskrevs av Morawitz 1876. Andrena laeviventris ingår i släktet sandbin, och familjen grävbin. Inga underarter finns listade i Catalogue of Life.